# DDIT3
DDIT3 (англ. DNA damage inducible transcript 3) – білок, який кодується однойменним геном, розташованим у людей на короткому плечі 12-ї хромосоми. Довжина поліпептидного ланцюга білка становить 169 амінокислот, а молекулярна маса — 19 175.
| 10         |  | 20         |  | 30         |  | 40         |  | 50         |
| ---------- |  | ---------- |  | ---------- |  | ---------- |  | ---------- |
| MAAESLPFSF |  | GTLSSWELEA |  | WYEDLQEVLS |  | SDENGGTYVS |  | PPGNEEEESK |
| IFTTLDPASL |  | AWLTEEEPEP |  | AEVTSTSQSP |  | HSPDSSQSSL |  | AQEEEEEDQG |
| RTRKRKQSGH |  | SPARAGKQRM |  | KEKEQENERK |  | VAQLAEENER |  | LKQEIERLTR |
| EVEATRRALI |  | DRMVNLHQA  |  |            |  |            |  |            |

A: Аланін

D: Аспарагінова кислота

E: Глутамінова кислота

F: Фенілаланін

G: Гліцин

H: Гістидин

I: Ізолейцин

K: Лізин

L: Лейцин

M: Метіонін

N: Аспарагін

P: Пролін

Q: Глутамін

R: Аргінін

S: Серин

T: Треонін

V: Валін

W: Триптофан

Кодований геном білок за функціями належить до репресорів, активаторів, фосфопротеїнів. 
Задіяний у таких біологічних процесах, як апоптоз, відповідь на стрес, транскрипція, регуляція транскрипції, відповідь на порушення конформації білку, клітинний цикл, сигнальний шлях Wnt, альтернативний сплайсинг. 
Білок має сайт для зв'язування з ДНК. 
Локалізований у цитоплазмі, ядрі.